# Dekanat Łapy
Dekanat Łapy – jeden z 24 dekanatów w rzymskokatolickiej diecezji łomżyńskiej.

## Parafie
W skład dekanatu wchodzi 8 parafii:
- parafia Najświętszego Serca Jezusowego w Bokinach
- parafia Krzyża Świętego w Łapach
- parafia św. Apostołów Piotra i Pawła w Łapach
- parafia św. Jana Chrzciciela w Łapach
- parafia św. Anny w Pietkowie
- parafia św. Michała Archanioła w Płonce Kościelnej
- parafia Przemienienia Pańskiego w Poświętnem
- parafia Wniebowzięcia NMP w Waniewie.

## Sąsiednie dekanaty
Białystok – Nowe Miasto (archidiec. białostocka), Białystok – Starosielce (archidiec. białostocka), Brańsk (diec. drohiczyńska), Kobylin, Szepietowo, Wysokie Mazowieckie